# Doom: el juego de tablero
Doom: el juego de tablero es un juego de tablero con miniaturas basado en la serie de videojuegos de terror y ciencia ficción Doom. A raíz de la tercera entrega de la serie de videojuegos de id Software, la compañía Fantasy Flight Games lanzó su equivalente en tablero. Se trata de un cruce entre dos juegos míticos como son Space Hulk y Heroquest. Está diseñado para jugar entre 2 y 4 jugadores (de 2 a 5 en la edición de 2016), con partidas de entre una y siete horas de duración, dependiendo del escenario.

## Argumento
Alienígenas diabólicos han invadido la base de la UAC, la Corporación Unión Aeroespacial, en el planeta Marte. Un equipo de marines espaciales es el encargado de librarla de los invasores. 

## Sistema de juego
Uno de los jugadores hace las funciones de inteligencia artificial y se encarga de dirigir las hordas de invasores, mientras el resto de jugadores representa al equipo de marines. 
Las miniaturas de los marines recorren pasillos y salas de la base, donde se enfrentan a caballeros infernales, archiviles, cyberdemonios y otros monstruos clásicos del juego de ordenador. 
El jugador invasor intentará acabar con ellos antes de que consigan su objetivo. 
El juego incluye 66 miniaturas de plástico de los personajes del videojuego sin pintar, así como dados, cartas y diferentes fichas de equipo y accesorios.
El tablero está formado por numerosas piezas que representan pasillos, intersecciones, habitaciones, etc., las cuales se van encajando entre sí a medida que los jugadores avanzan por el complejo. Las piezas están divididas en casillas, y en ellas se encuentran items, como vida, munición, armas o items de aventura.
Cada jugador, durante su turno, puede llevar a cabo dos acciones, que pueden ser mover y disparar, mover y combatir en cuerpo a cuerpo, disparar y disparar o acciones como esquivar, fuego de supresión o curar; también se pueden englobar las dos acciones en una sola como por ejemplo disparar apuntando.
Para resolver los combates se emplean unos dados con diversos símbolos como impactos de bala, un número, una bala o una gran X. Los impactos de bala son los daños que causa el ataque; la cifra es el número de casillas a las que alcanza el ataque; la bala el gasto de un cargador de munición; y la gran X representa un fallo absoluto en el ataque.
Cuando un marine muere, hace respawn (como en el videojuego) y vuelve a aparecer con todas las armas y la munición conseguida a un mínimo de 8 y un máximo de 16 casillas de donde ha muerto. 
Cada vez que un jugador muere (o si se termina la baraja de cartas), el jugador invasor gana un punto de enfriamiento. Cuando logra seis puntos, gana el juego. Los marines, para ganar, han de llegar al final del mapa y cumplir el objetivo del escenario.

## Expansiones
Se lanzó una expansión para el juego en 2005, llamada Doom: The Boardgame Expansion Set, que agrega niveles de dificultad al juego, nuevas piezas y actualizaciones de algunas de las reglas originales, así como reglas para jugar en Deathmatch y Capturar la bandera.
En 2005, Fantasy Flight lanzó Descent: Viaje a las tinieblas, que está basado en el juego de Doom. Poco después de esto, la empresa cesó la producción de Doom.
Fantasy Flight lanzó una versión actualizada en 2016, que se asemeja al recién lanzado videojuego DOOM.